# Ален Гайгер
Ален Гайгер (нім. Alain Geiger, нар. 5 листопада 1960, Сьйон) — швейцарський футболіст, що грав на позиції центрального захисника за низку клубних команд, а також національну збірну Швейцарії, за яку провів 112 матчів і є одним з лідерів національної команди за цим показником. По завершенні ігрової кар'єри — тренер. З 2018 року очолює тренерський штаб команди «Серветт».

## Клубна кар'єра
У дорослому футболі дебютував 1977 року виступами за команду клубу «Сьйон», в якій провів чотири сезони, взявши участь у 88 матчах чемпіонату. 
Своєю грою за цю команду привернув увагу представників тренерського штабу клубу «Серветт», до складу якого приєднався 1981 року. Відіграв за женевську команду наступні п'ять сезонів своєї ігрової кар'єри. Більшість часу, проведеного в «Серветті», був основним гравцем команди, у складі якої 1985 року став чемпіоном Швейцарії.
1986 перейшов до лав «Ксамакса», в якому провів два сезони, обидва завершувалися перемогою його команди у національній першості. Протягом 1988–1990 років виступав у Франції, де захищав кольори «Сент-Етьєна».
Повернувшись 1990 року на батьківщину, знову став гравцем «Сьйона», у другому сезоні в цій команді після повернення виборов свій четвертий титул чемпіона Швейцарії.
Завершив професійну ігрову кар'єру у «Грассгоппері», за команду якого виступав протягом 1995—1997 років.

## Виступи за збірну
У 1980 році дебютував в офіційних матчах у складі національної збірної Швейцарії. Протягом кар'єри у національній команді, яка тривала 17 років, провів у її формі 112 матчів, забивши 5 голів. За кількістю проведених за швейцарську збірну офіційних ігор поступається лише Гайнцу Германну, в активі якого 118 поєдинків.
У складі збірної був учасником чемпіонату світу 1994 року у США та чемпіонату Європи 1996 року в Англії.

## Кар'єра тренера
Розпочав тренерську кар'єру відразу ж по завершенні кар'єри гравця, 1997 року, увійшовши до тренерського штабу клубу «Грассгоппер», де пропрацював тренером «дублю» з 1997 по 1998 рік.
У 1998 році став головним тренером команди «Ксамакс», тренував команду з Невшателя чотири роки. Згодом працював головним тренером також в «Аарау», «Грассгоппері» і «Лозанні», проце суттєвих успіхів із жодною з цих команд не досяг.
2006 року уперше вирушив працювати за кордон, очоливши тренерський штаб марокканського «Олімпіка» (Сафі). Надалі співпрацював з низкою інших північноафриканських клубів — єгипетським «Аль-Масрі», а також алжирськими «Кабілією», «ЕС Сетіфом», «МК Алжиром» та «МО Беджая». Частину 2012 року провів у Саудівській Аравії, тренуючи команду  «Аль-Іттіфака».
Влітку 2018 року очолив тренерський штаб своєї колишньої команди «Серветт», яка на той час виступала у другому швейцарському дивізіоні. Під його керівництвом команда провела потужний сезон, за три тури до завершення першості забезпечивши собі перший рядок підсумкової турнірної таблиці і підвищення у класі.

## Титули і досягнення
- Чемпіон Швейцарії (4):

«Серветт»: 1984-1985
«Ксамакс»: 1986-87, 1987-88
«Сьйон»: 1991-1992
- Володар Кубка Швейцарії (3):

«Сьйон»: 1979-1980, 1990-1991
«Серветт»: 1983-1984
- Володар Суперкубка Швейцарії (1):

«Ксамакс»: 1987